# 竹王
竹王，传说中夜郎国最早的首领。
《华阳国志》记载有一女子在遁水浣纱，有三节大竹流到他脚间，推之不去，听到竹中有婴儿涕哭，剖竹见一男孩，抱回家抚养。男孩长大后，在夷濮中才武出众，自立为夜郎侯，以竹为姓，称竹王。据《后汉书·南蛮西南夷列传》记载,汉武帝元鼎六年（前111年），夜郎侯降汉，赐以印绶。后被汉朝所杀。当地夷人以竹王并非血气所生，求为他立后。牂柯太守吴霸上奏，汉帝封其三子为侯。他们死后，配食其父。夜郎县有竹王三郎神祠。《史记》《汉书》记载降汉的夜郎君主是多同。